# 超級瑪利歐兄弟35
《超級瑪利歐兄弟35》是一款已經結束發布和服務的多人在綫平台大逃杀游戏。遊戲玩法類似《超級馬力歐兄弟》，玩家需控制瑪利歐，在2D平面平台上跳躍攀爬。而其融入了和《俄羅斯方塊99》的類似遊玩模式，玩家需與另外34人同場競技。玩家可以花費金幣轉動道具輪盤獲得強化道具，擊敗對手和完成關卡皆可延長計時器，計時器結束，玩家則輸掉比賽。
遊戲由ARIKA開發并由任天堂發行運營，為2020年「超級瑪利歐兄弟35週年」活動的一款紀念遊戲。於2020年10月1日在任天堂Switch上發行，只供擁有任天堂Switch Online會籍的玩家免費下載游玩。活動結束後，2021年4月1日及後關閉服務器。遊戲在運營期間的評價以正面為主，評論者主要讚揚本作遊戲玩法創新獨特，唯批評遊戲内容重複且簡單。

## 內容與玩法

《超級瑪利歐兄弟35》的遊戲截圖，熒幕左右兩邊為對手，中間為操作區

《超級瑪利歐兄弟35》以原作《超級瑪利歐兄弟》為主元素，可玩角色為瑪利歐和路易吉（隱藏角色，需透过遊戲彩蛋解鎖）。關卡同為原作中的32關相同，每關都有各式道具和敵人。有別於原作的地方則為其所結合的大逃杀元素，畫面的左右兩側可以看到其他34位玩家的狀況，一旦所有其他玩家都被擊敗，剩餘的最後一位玩家即獲勝。
遊戲開始前，玩家可自行選擇關卡，但除世界1-1外的其它關卡都需要玩家曾經完成方能解鎖。每當玩家完成一關後（觸碰旗杆滑行到最底時）即傳送到下一隨機關卡，而某些存在跳關水管的關卡可讓玩家自行從三個隨機關卡中挑選下一關。
在開始後，每個玩家都會有一個35秒的計時器。通過擊殺敵人、吃重複道具、過關可增加秒數，如若連續擊殺則會增加更大的秒數，但當計時結束，玩家則輸掉比賽。與原作一樣，每關的敵人都有所不同，而玩家需要運用不同的方法來擊殺各個敵人。例如最常見的栗寶寶，可通過跳躍並踩在它們頭上來擊殺它們。某些敵人在被擊殺後，會掉落發射物，例如慢慢龜，其被擊殺後所掉落的龜殼可踢向左右方攻擊其他敵人。有些關卡會有頭目，例如庫巴會出現在每個世界的第四關。而大逃杀元素體會在每當玩家擊敗敵人時，該敵人會被傳送到其他玩家的畫面中。玩家可手動選擇被傳送的對手，又或從四個傳送模式，包括攻擊硬幣最多的玩家、攻擊剩餘時間最少的玩家、攻擊攻擊自己的玩家和攻擊隨機玩家中挑選一個。而當其他玩家傳送敵人過來時，畫面下方則會有提示。
在擊敗其他對手後，可以獲得金幣。每花費20個金幣可轉動一次道具輪盤獲得強化道具。道具分別為令瑪利歐變大並可破壞部分磚塊的超級蘑菇、能讓瑪利歐發射火球擊殺敵人的火之花、令瑪利歐無敵的無敵星和清除畫面中所有敵人的POW磚塊。
遊戲分為兩種模式，一為「35人對戰」模式，并且可花費金幣在一開始就取得超級蘑菇、火之花或無敵星。另一為「特殊對戰」模式，玩家需在特定的規則下爭勝，而規則條件會定期改變。例如在2020年10月20日至11月2日，「特殊對戰」的關卡僅限定於地下而其主題則轉為晚上以慶祝萬聖節；又如在2021年3月30日至4月1日的最後「特殊對戰」，所有關卡都順次序循環。

## 開發與發行

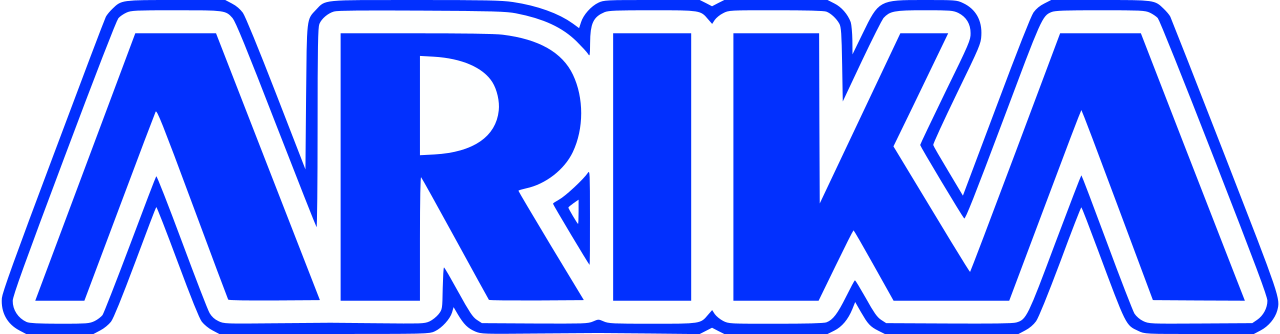
《超級瑪利歐兄弟35》的開發商，ARIKA

《超級瑪利歐兄弟35》在2019年初開始開發，開發商ARIKA曾開發以經典街機改編的大逃殺遊戲《俄羅斯方塊99》遊戲于2020年9月3日宣佈作為「超級瑪利歐兄弟35週年」活動的一款紀念遊戲發行。唯隨著遊戲宣佈發行，有評論者質疑其與由InfernoPlus所製作但被任天堂以侵犯版權為由警告移除的粉絲網頁遊戲《超级马里奥大逃杀》有相似之處。ARIKA及後澄清《超級瑪利歐兄弟35》早在《超级马里奥大逃杀》發行前已經在開發，並無任何抄襲。
遊戲於2020年10月1日在任天堂Switch上發行，只供擁有任天堂Switch Online會籍的玩家免費下載遊玩。在發行後，有黑客破解遊戲來獲得金幣以在遊戲開始前購買道具，讓自己更容易取勝。任天堂隨即要求Youtube刪除了破解遊戲的影片。不久後，遊戲迎來第一次更新，以提高連綫穩定性和修復數個程式錯誤。
《超級瑪利歐兄弟35》終於2021年4月1日停運。在有關停運方面，美国任天堂的总裁道格·鮑瑟解釋道，發行該遊戲是旨在慶祝獨特一個的活動，活動完結，遊戲也就停運，他亦認爲這個計劃是成功的，但不會在未來廣泛使用。同年6月，Hackaday指已透過逆向工程重製了遊戲。

## 評價
評論匯總網站Metacritic基於28條評論給予《超級瑪利歐兄弟35》75/100的評分，遊戲所獲評價以正面為主。遊戲評論者主要讚揚本作玩法創新獨特，唯對遊戲內容重複且簡單作出批評。
GameSpot的克里斯·巴顿（Chris Button）指遊戲相較於原作，大逃殺為本作增添了競爭性。《Hardcore Gamer》的柯丝廷·斯娃莉（Kirstin Swalley）也認為平台大逃殺的概念有創意，同時亦很考驗戰術策略。克里斯·斯卡利恩（Chris Scullion）更在Nintendo Life撰文指遊戲將經典「dials it to 11」（意指：發揮到極限）。Kotaku的伊芬·加賀（Ethan Gach）稱讚遊戲後期為「真正的死亡挑戰」，但同時又指「新奇感不會持續很長」。USgamer的納迪婭·奧克斯福德（Nadia Oxford）指出遊戲變數大，隨機傳送來的敵人帶給她不同的新體驗。
雖然不少評論者覺得遊戲具有策略性，但Ars Technica的凱爾·奧蘭（Kyle Orland）認為能轻易擊殺一堆敵人的道具——火之花十分影響遊戲平衡，並抱怨魷魷和鋼盔龜「令人討厭」，但不常見。
IGN的賽斯·美斯（Seth G. Macy）指遊戲很有趣，但「《超級瑪利歐兄弟35》早期關卡重複性肯定會讓它不那麼超級」。因開始時只有一個關卡可供玩，玩家需要通過遊戲隨機才能解鎖其它關卡。大部分評論者與美斯的批評觀點相仿，認為早期關卡重複性高。iMore的扎卡里·奎瓦斯（Zachary Cuevas）表示解鎖新關卡的方法不太清晰，而Destructoid的克里斯·卡特（Chris Carter）認為是遊戲沒有教程所引致的問題。巴登指重複性高會導致節奏和强度減弱，但「特殊對戰」模式則解決了這個問題。此外，某些評論者，例如Jeuxvideo.com的奧賓·格雷瓜爾（Aubin Gregoire）指很多時候遊戲回合會很長，最後一對一會長達五分鐘。加賀批評道回合的最後只純粹變成平台遊戲。史卡利昂和Shacknews的奧茲·梅加（Ozzie Mejia）皆指這是因為只剩下數個老手玩家互斗，梅加更形容這是個「僵局」。但是兩人都指出遊戲的計時器系統有效地減輕這個問題。

## 另見
- 俄羅斯方塊99，類似模式遊戲。
- 食鬼99，類似模式遊戲。
- F-Zero 99，類似模式遊戲。